# Володарі часу (мультфільм)
«Володарі часу» (фр. Les Maîtres du temps, угор. Az idő urai, англ. Time Masters, нім. Herrscher der Zeit, 1982) — повнометражний мультиплікаційний фільм Рене Лалу, спільного виробництва Франції, Угорщини, Великої Британії, Німеччини (ФРН) і Швейцарії. Екранізація роману французького письменника-фантаста Стефана Вуля «Пасинок Пердиди» (1958).

## Сюжет
Мандрівник Клод з сином П'єлем їдуть на всюдиході по пустелі планети Пердида. Клод шле повідомлення, що його дружина Катрін загинула під час нападу шершнів. Клод з сином прямують у Зону долонгів — дерев, пилок яких нешкідливий для людини, але небезпечний для шершнів. Але по дорозі туди всюдихід Клода потрапляє в аварію. Важко поранений батько П'єля, зрозумівши, що вже не зможе врятуватися, встигає відправити повідомлення своєму другові, капітанові зорельота Джаффару, і вручає передавач синові. Вагаючись як дати зрозуміле шестирічному синові визначення того, чим є передавач, батько представляє його як «друга Майка». П'єль встигає добігти до Зони долонгів, а Клод гине при вибуху всюдихода.
Джаффар отримує повідомлення, коли його зореліт «Гіпербола-22» тримає курс на Альдебаран. На борту корабля в цей момент знаходиться двоє пасажирів, принц-князь Маттон з сестрою Белль, які втекли зі своєї планети разом з державною скарбницею і перебувають у розшуку агентами поліції Міжпланетного картелю «Бі-ей». Проігнорувавши незгоду Маттона, Джаффар змінює курс і поспішає на допомогу П'єлю. На шляху він відвідує свого старого друга Сілбада, який добре знає Пердиду та сам колись постраждав від шершнів (його тім'яна кістка замінена металевою пластиною). Джаффар переконує Сілбада приєднатися до рятувальної операції: підтримуючи з П'єлем зв'язок, Сілбад зможе проконсультувати його і допомогти хлопчикові протриматися на Пердиді до прибуття рятувальників. Сілбад розважає П'єля пісеньками і розповідями. Попри осуд Джаффара, Сілбад обманом змушує П'єля випити снодійний сік і запевняє, що з хлопчиком нічого не станеться. Решту екіпажу «Гіперболи-22» дивує впевненість Сілбада.
Маттон боїться погоні і намагається позбутися хлопчика, заманивши його в озеро, біля якого збираються шершні. Але Белль успішно запобігає цьому. На борту зорельота виявляються нелегальні пасажири — скнюсики Юла і Жад, маленькі літаючі істоти, що втекли з планети Сілбада. Проте скнюсики, здатні читати думки, не витримують думок Маттона, і викидають його коштовності у відкритий космос. Маттон тікає з зорельота на планету Гамма-10, де править Гола Ідея — колективний розум, що знищує особистість у істотах і перетворює їх на безликих біороботів, схожих на янголів з білосніжною шкірою. Джаффар, намагаючись врятувати втікача, потрапляє разом з ним у полон, де їх обох чекає знеособлення. Під час процедури знеособлення Маттон кається у своїх вчинках і здійснює подвиг, знищивши вмістилище Голої Ідеї ціною свого життя. Безликі істоти набувають свого первісного вигляду. Та вивільнена енергія Голої Ідеї спричиняє руйнування на планеті, і вцілілі рятуються завдяки допомозі скнюсиків.
Патрульний крейсер поліції Міжпланетного картелю «Бі-ей» у пошуках Маттона наздоганяє зореліт «Гіпербола-22». Джаффар разом з урятованими з Гамми-10 авантюристами і шибайголовами, придумує план. Він «здає» їх поліції разом з скарбами Маттона, та насправді під виглядом скарбів віддає істоту Онікса, здатну набувати будь-якої форми. Джаффара планує, що пасажири завдяки допомозі Онікса швидко розправиться з поліцією і захоплять її корабель.
Між тим П'єль на планеті знайомиться з добродушною травоїдною істотою, схожою на кентавра (якого він назвав Уні-Уні). Гуляючи по лісі долонгів, вони входять в грот, де Уні-Уні гине в результаті нападу хижих отруйних ліан, а П'єль втрачає передавач. Після загибелі друга хлопчик, порушивши всі заборони, вирушає до озера. Там на нього нападають шершні.
В цю мить втручаються Володарі Часу, котрі обрали Пердиду для колонізації. Оскільки «Гіпербола-22» вже підлетіла надто близько, всі на борту непритомніють. Екіпаж зорельота підбирає госпітальна станція Володарів Часу. Там з'ясовується, що Пердида тепер відкинута на 60 років у минуле. Сілбад, не витримавши перевантаження, помирає. У передсмертному маренні він кличе друга Майка. Белль і Джаффар здогадуються, що старий був П'єлем. Скнюсики відкривають їм доступ у пам'ять Сілбада, що підтверджує здогадку.
В минулому, 60 років тому, на Пердиду сідає космічний корабель, капітан якого на ім'я Макс рятує П'єля від шершнів. П'єль став спочатку юнгою, а потім матросом і пілотом зорельота. Незважаючи на веселу вдачу і товариськість, він нікому не розкривав таємницю свого походження, і ніхто навіть не знав, скільки йому років.
Джаффар і Белль під час похоронів Сілбада бачать Володаря Часу. Труна-капсула з тілом Сілбада відлітає у відкритий космос, а Джаффар з Белль, взявшись за руки, проводжають його в останній шлях.

## Ролі озвучували
| Актор            | Роль                    |
| ---------------- | ----------------------- |
| Саді Реббу       | Клод                    |
| Жан Вальмо       | Джаффар                 |
| Мішель Еліас     | Сілбад                  |
| Фредерік Легро   | П'єль                   |
| Ів-Марі Морін    | князь-принц Маттон      |
| Монік Тьєррі     | Белль                   |
| П'єр Турнер      | скнюсик Юла             |
| Патрік Бужин     | скнюсик Джад            |
| Ален Кюні        | Ксул                    |
| Ів Бравиль       | Генерал                 |
| Мішель Барбе     | Макс                    |
| Джим Бауман      | бортовий комп'ютер Лорі |
| Мішель Пулен     | Пікса                   |
| Франсуа Шометт   | робот                   |
| Анрі Джаник      | солдат                  |
| Нік Сторі        | англієць                |
| Габріель Каттонд | пірат                   |
| Жорж Атлас       | ірокез                  |

| Актор                | Роль       |
| -------------------- | ---------- |
| Вадим Спиридонов     | Джаффар    |
| Всеволод Ларіонов    | Сільбад    |
| Олексій Золотницький | Маттон     |
| Ольга Гаспарова      | Белль      |
| Олексій Інжеватов    | Клод       |
| Олег Мокшанцев       | генерал    |
| Марія Виноградова    | Юла        |
| Ольга Громова        | Жад        |
| Олександр Белявський | Радник Ікс |
| Микола Граббе        | Макс       |

## Знімальна група
- Виробництво: TELECIP, TF1 Films Production
- Режисер: Рене Лалу
- Сценаристи: Стефан Вуль (роман), Мебіус і Рене Лалу, Жан-Патрік Маншет
- Продюсери: Ролан Критти, Жак Деркур
- Композитор: Жан-П'єр Буртер
- Художник: Жан Жиро (Мебіус)

## Нагороди
- 1982 — премія за кращий дитячий фільм на фестивалі «Fantafestival».
- 1983 — номінація на премію «Сатурн» в категорії «Кращий анімаційний фільм».

## Прокат
Для прокату на території СРСР фільм був куплений в 1983 році. У 2005 році фільм був перевиданий на DVD, Видавець в Росії «RUSCICO».

## Цікаві факти
На кріслі космонавта на ім'я Макс, який врятував П'єля, написано «IGOR» — саме так зветься герой в оригінальній версії фільму.